# Центральна догма молекулярної біології
Центральна догма молекулярної біології — загальне правило передачі генетичної інформації в живих організмах, сформульоване Френсісом Кріком в 1958 році і переформульоване для приведення у відповідність з накопиченими на той час даними в 1970 році. Центральна догма молекулярної біології постулює, що потік інформації в живих організмах може відбуватися між нуклеїновими кислотами та від нуклеїнових кислот до білків, але не може проходити від білків до нуклеїнових кислот.
В природі зустрічаються три головні класи біополімерів, що несуть інформацію у вигляді мономерної послідовності: нуклеїнові кислоти ДНК і РНК та білки. Таким чинов, можна уявити 3×3 = 9 типів передачі інформації між цими класами молекул. Догма класифікує ці типи в 3 групи: 3 загальних типи передачі (що зазвичай відбуваються в більшості клітин), 3 особливих типи (що відбуваються нечасто або за анормальними умовами) і 3 невідомих типи передачі (вважається, що вони ніколи не відбуваються). Загальні типи передачі описують нормальний потік біологічної інформації: ДНК може реплікуватися в ДНК, інформація з ДНК може копіюватися в РНК (точніше мРНК, транскрипція), а білки синтезуються, використовуючи інформацію мРНК як шаблон (трансляція). У природі зустрічаються також переходи РНК->РНК і РНК->ДНК (наприклад у деяких вірусів і в ретротранспозонах клітинних організмів). Синтез білків на основі ДНК також спостерігався в лабораторних умовах. Проте, сучасне уявлення про реалізацію генетичної інформації постулює неможливість передачі інформації про послідовність від білків як до інших білків, так і до нуклеїнових кислот.

## Виноски
1. ↑  Crick, F.H.C. (1958): On Protein Synthesis. [Архівовано 24 січня 2018 у Wayback Machine.] Symp. Soc. Exp. Biol. XII, 139—163. (pdf, early draft of original article)
2. 1 2  Crick, F. (1970): Central Dogma of Molecular Biology. [Архівовано 26 січня 2020 у Wayback Machine.] Nature 227, 561—563. PMID 4913914